# For You (album de Prince)
Pour les articles homonymes, voir For You.
Albums de Prince
Prince
(1979)
Singles
1. Soft and Wet
Sortie : 7 juin 1978
2. Just as Long as We're Together
Sortie : 21 novembre 1978

For You est le tout premier album studio du chanteur et musicien américain Prince. Il est publié le 7 avril 1978, en vinyle, alors uniquement aux États-Unis,. Son auteur, né le 7 juin 1958, n'était donc pas encore âgé de vingt ans.
Deux singles en ont été extraits, Soft and Wet et Just as Long as We're Together.
Dans le livret du disque, les crédits indiquent que Prince l'a produit (au sens de la réalisation artistique), arrangé, composé et interprété, y jouant de vingt-trois instruments. Ce qui en inclut plusieurs au sein de chaque catégorie (exemple : les différents types de claviers utilisés).
For You est à dominante disco-funk, mais contient également des éléments gospel (l'ouverture éponyme a cappella), folk (So Blue) ou hard rock (I'm Yours). Dès ce premier recueil, le musicien laisse donc à entendre la variété d'influences qui caractérisera son art de la synthèse.

## Genèse
Quelques semaines seulement après que Prince ait signé son contrat avec Warner Bros, des questions ont commencé à se poser quant à savoir qui contrôlerait vraiment le partenariat. Bien que la compagnie ait accepté de le laisser au moins coproduire son premier album, le choix de l’autre coproducteur n’était pas encore résolu et, plus fondamentalement, le rôle que Prince jouera dans l’élaboration du son de l’album. Dans l’esprit de Prince, c’était simple : il  devait mener la danse. Son sens de la destinée et de ses droits avait été amplifié par la concurrence entre trois maisons de disques pour sa signature, et il se sentait maintenant enclin 
à faire encore plus de revendication. Malgré leur foi en ses talents, les chefs de compagnie Mo Ostin et Lenny Waronker n’étaient pas certains de pouvoir lui confier cette tâche compliquée et coûteuse, qui exigeait à la fois des connaissances techniques et un élément immatériel connu dans l’industrie sous le nom de « sens de l’enregistrement », c’est-à-dire la capacité de créer un son prêt pour la radio. 
Tout au long des années 70 et jusque dans les années 80, le rôle du producteur est resté primordial, et des professionnels qualifiés ont presque toujours été mis 
en place pour façonner le travail de nouveaux artistes. Des hommes (presque exclusivement des hommes) comme Nile Rogers (cerveau du groupe Chic). James Anthony Carmichael (producteur fréquent des Commodores), et Giorgio Moroder (producteur de Donna Summer et d’autres) ont dirigé la table de mixage avec des mains de fer. Considérer qu’un un jeune de 19 ans avait une telle autorité était sans précédent dans l’histoire de Warners. 
Opérant délicatement, Ostin appela Owen Husney à l’été 1977 pour discuter de la question des coproducteurs. La suggestion initiale du président était l’un des plus grands noms de la musique R&B : Maurice White, le leader (et batteur) de Earth, Wind & Fire, un supergroupe qui avait sorti un flot d’albums à succès dans les années 1970. Husney savait, cependant, que Prince serait mortifié par l’idée, il avait, bien sûr, déjà rejeté la demande de CBS Records de faire produire son premier album. Déterminé à réussir par lui-même, Prince n’avait aucun intérêt à galoper au dos de quelqu’un. De plus, il considérait Earth, Wind & Fire comme appartenant au genre disco, convaincu que cette mode allait bientôt suivre la tangente, Prince redoutait d’être confondu avec de tels groupes. 
Husney, tout en exprimant ses doutes à Ostine, a accepté de transmettre la proposition à Prince. Comme on pouvait s’y attendre, il l’a rejeté du revers de la main, puis il a rédigé une note de service détaillée à l’intention de Husney, qui regroupait les arguments contre l’idée. Le son de Earth, Wind & Fire était daté et dépassé, affirma-t-il, et l’apport de White nuirait à sa propre vision très originale plutôt que de la mettre en valeur. Quand Ostin et Husney reprirent la négociation, le président retira l’idée de Maurice White, mais argua que Prince était trop inexpérimenté pour être le seul producteur. En réponse, Husney a lancé la même idée qui avait si bien fonctionné avec CBS : Prince allait passer une audition en studio pour prouver son niveau d’expérience. Cette fois, cependant, il ne serait pas informé de ce qui se passait ; Husney dirait simplement que Warner Bros voulait lui donner un week-end de temps libre au studio. Pendant la session, les cadres pourraient passer déguisés et sous prétexte de travailler au studio. 
Prince fut envoyé aux studios Amigo à Los Angeles. Waronker et d’autres officiels sont entrés et sortis discrètement alors que Prince enregistrait une autre version de « Just As Long As We’re Together ». Husney se rappelle : « Il pensait que ces gens étaient des concierges. » Les cadres, après avoir vu Prince jouer de tous les instruments pendant qu’il construisait la chanson sur la plus grande partie de la journée, décidèrent que ce serait de la folie de lui coller un producteur ; un artiste aussi talentueux et têtu pouvait bien à apprendre sur le tas. « D’accord, nous allons devoir confier un disque à ce gars », grogna Waronker à Husney après la séance. 
Mais Warners a ajouté une mise en garde importante : Un « producteur exécutif », quelqu’un avec beaucoup d’expérience technique, devrait être présent pour superviser le processus d’enregistrement. Prince et Husney étaient d’accord, se rendant compte qu’il était peu probable qu’ils fassent d’autres concessions. Tommy Vicari, un producteur de disque chevronné qui avait travaillé avec Carlos Santana, Billy Preston et d’autres, a été choisi pour ce rôle. 

## Production
D’abord Prince voulu enregistrer à Minneapolis, le travail a commencé à Sound 80, où il avait fait sa première démo professionnelle. Vicari avait favorisé une installation encore plus sophistiquée, et lorsque des problèmes techniques interrompirent les séances, il proposa de déménager dans un élégant studio de Los Angeles . Husney n’était pas d’accord, soutenant que n’importe quel jeune de 19 ans, même undiscipliné comme Prince pouvait être distrait par l’atmosphère de fête de la ville. Ils ont trouvé un compromis avec la Record Plant à Sausalito, une agréable ville du nord de la Californie près de San Francisco. Une belle maison surplombant la baie de San Francisco a été louée à proximité de Cone Madera, où Prince, Vicari, Husney, et la femme de Husney, Britt, ont tous emménagé. 
Prince, sur le point d’être produit par Warner Bros, subit une pression considérable. Il est entré en studio avec un grand sens du devoir. Comme d’habitude, il a enregistré chaque chanson lui-même, créant une base de basse et de batterie, puis ajoutant d’autres instruments. « Il semblait être l’un de ces 
gars qui entendaient toute la chanson dans sa tête, avant même de la jouer », se rappelle l’ingénieur adjoint Fontano. Alors que l’enregistrement de ses démos à Sound 80 avait été marqué par des moments de légèreté et de bonne humeur, Prince était maintenant mortellement sérieux. Procédant délibérément et s’assurant 
que chaque note était juste, il a monté les chansons vers un état de perfection. La musique qu’il a créée était principalement R&B, avec une différence sur les ballades. Il s’est fortement servi d’un synthétiseur modèle Oberheim, donnant souvent aux pistes une sensation très électronique. Pour se distinguer des autres groupes de R&B contemporains, qui utilisaient souvent des trompettes et des saxophones, il employa le synthé pour des parties qui auraient autrement été interprétées par des cuivres. 
Au début, Prince parlait à peine à Vicari ou à Fontano. Cependant, il prêtait une attention particulière à la façon dont ils s’occupaient de l’équipement des studios. Bien que sentant que son but ultime était de les rendre insignifient, ils s’émerveillaient de sa concentration et de sa capacité à acquérir de nouvelles compétences. « La plus grande qualité de Prince, c’est qu’il est une éponge, et qu’il peut absorber tout ce qui vient de n’importe qui », a observé Husney. Un autre ingénieur, David Rivkin, a été transporté de Minneapolis pour enregistrer le chant de Prince. Heureux de voir un visage familier, Prince est devenu plus détendu et amical, passant du temps avec Rivkin à l’extérieur du studio. Quand ils ont dîné un soir dans un restaurant huppé de Sausalito, Prince a sorti un pistolet à eau et ils ont tiré à tour de rôle subrepticement sur le plafond. « Des gens à trois tables de là regardaient en l’air, se demandant si quelque chose fuyait », se souvient Rivkin. « Nous avons essayé de ne pas rire. » Mais en studio, il était difficile et fastidieux de donner à sa voix la forme que Prince voulait, car il insistait pour enregistrer les mêmes pistes encore et encore. Peu à peu, Rivkin s’inquiéta que le perfectionnisme de Prince prive la musique de toute spontanéité. Sur « For You », la pièce vocale a cappella, Prince a repris sa voix quarante-six fois. « La pression l’a amené à 
faire des choses encore et encore », se rappelle Rivkin. Et des couches de réenregistrement ont été ajoutées pour montrer ses compétences en tant que musicien ; le "Soft And Wet" accrocheur était encombré d’embellissements synthétiseur qui ont sapés l’intention de la mélodie primaire. 
En raison du travail méthodique, l’album a dépassé de beaucoup le budget. Bien que Warner Bros, ne se soit pas plaint, Waronker a pris l’avion un après-midi pour un contrôle de progression. Dès son arrivée, il était clair que Prince considérait sa présence comme une ingérence corporative. Lorsque Waronker a suggéré d’ajouter plus de basse à la chanson "So Blue", Prince a fait une crise et a insisté pour que l’exécutif quitte le studio. Waronker retourna à Los Angeles, réalisant encore plus clairement que le label avait entre les mains un artiste qui ne se satisferait jamais de quoi que ce soit qui entraverait la maîtrise totale de sa carrière. 
Prince ne s’intéressa pas non plus à l’apport du producteur exécutif, Tommy Vicari, qui espérait jouer un rôle important dans la conception de l’album. Fontano s'est souvenu : « Il regarda Tommy comme s’il disait Oh, la baby-sitter est ici, dans la maison de papa. » .Après plusieurs semaines à interroger Vicari sur la façon d’utiliser le matériel, Prince a commencé à l’ignorer. Lorsque Vicari a proposé des suggestions de fond, les réponses étaient sèches et dédaigneuses. Et un soir, le ressentiment de Prince à l’égard de la présence de Vicari fut souligné par une blague bizarre. Quand tout le monde était sorti, laissant Prince seul dans 
la maison de Gorte Madera, il s’est procuré une tenue des vêtements de Husney remplis de coussins, a placé ce mannequin de fortune sur le lit de Vicari, et a planté un couteau dans son dos, a raconté Rivkin. « Vicari est revenu à quatre heures du matin et a pensé qu’Owen avait été tué, » a-t-il dit. « Il criait vraiment. » 
De toute évidence, Prince ne reconnaissait plus le besoin d’un producteur exécutif. « Il avait absorbé tout ce dont il avait besoin dans le cerveau de Tommy Vicari. » a noté Husney. « Prince voulait déjà le voir partir à ce moment-là, et Tommy a eu le cœur brisé, parce qu’il avait été traité comme de la merde. » Une autre présence fréquente dans le studio était celle de André Anderson, qui voulait également contribuer. Mais alors que Prince appréciait la compagnie de son ami, l’aide 
créative du bassiste n’était pas la bienvenue. « Il a été laissé de côté, parce que Prince voulait faire tout l’album lui-même », se souvient Husney. Cependant, parce que certaines idées avaient émergé des sessions précédentes de jam impliquant Anderson, certains associés ont estimé que le rôle du bassiste était important. « L’inspiration d’André est omniprésente dans cet album », soutient Charles Smith. Mais peu importe qu’il ait contribué plus tôt dans le processus, Anderson a été forcé de rester un observateur passif à Sausalito. Pendant que Prince enregistrait, le bassiste discutait avec impatience de la façon dont il allait bientôt faire son propre album, Rivkin se souvenait. « Il n’arrêtait pas de dire : « Je vais faire mon truc, j’ai hâte de le faire. » 
Après des mois de longues et fastidieuses sessions qui ont épuisé tout le monde, Prince et son équipe sont partis pour Hollywood en janvier 1978 pour ajouter la touche finale à Sound Labs Studios. Ses chansons méticuleusement construites étaient presque terminées. Mais alors que la production était indéniablement cohérente et professionnel, le talent d’auteur-compositeur de Prince ne disposait pas encore de sa vision synthétique entre le funk, le rock et la soul. Des chansons comme la ballade maussade « Crazy You » et la piste surabondante de hard rock « I’m Yours » montraient une portée stylistique, mais manquaient d’idées musicales 
intéressantes ou de crochets efficaces. Comme Rivkin et d’autres l’avaient craint, les harmonies vocales étaient devenues peut-être trop exactes, paraissant presque artificielles par endroits. 
Intitulé For You, l’album a été annoncé boucler après que Prince et Vicari aient quitté Sound Labs. La pochette a été rapidement préparée et Warner Bros, a programmé la sortie de l’album au début du printemps. Prince est retourné à Minneapolis, où il a décompressé et passé du temps avec Smith, Anderson, et d’autres, « J’étais une loque quand j’ai fini ce disque », a-t-il dit plus tard à Musician. Mais quand il a fait écouter For You à ses amis, sa fierté était indéniable ; Prince croyait qu’il avait livré un produit parfait. Husney s’est rappelé : « Je pense qu’à ce moment-là, on lui avait tellement dit qu’il était fantastique qu’il a 
cru pouvoir réussir tout de suite. » 
Après que Prince ait insisté, l’album a été présenté comme une production solo. Chris Moon est crédité comme coproducteur de « Soft And Wet », et Tommy Vicari fut reconnu producteur exécutif, mais la mention indique par ailleurs que l’album a été "produit, composé, arrangé et interprété par Prince.

## Promotion
La photo de couverture, tournée dans des tons sombres et sourds qui suggèrent romance et mystère, montre Prince portant un regard sérieux et une coupe afro. Tout compte fait, le packaging de l’album, comme la plupart de la musique à l’intérieur, semblait directement destiné à un public de R&B. Malgré la présence du Rock « I’m Yours », le son global de For You n’était pas particulièrement différent de celui des artistes de R&B. 
Comme on pouvait s’y attendre, l’attention des médias s’est concentrée sur le fait qu’un prodige qui avait créé une sortie majeure entièrement de son propre chef. Cela est dû en grande partie aux efforts de Husney, dont les dossiers de presse dépeignaient Prince comme un enfant prodige aux multiples talents. Pourtant, la campagne de publicité ne pouvait pas masquer le manque de matériel convaincant sur l’album, qui n’a pas été largement analysé. Il a globalement demeuré sous l’écran radar du public, la musique pop étant dominée tout au long de 1978 par les bandes sonores de deux films à grand succès, Saturday Night Fever (avec plusieurs des meilleurs succès des Bee Gees) et Grease. (ce qui a généré des notes de Frankie Valli et du duo de John Travolta et Olivia Newton-John). 
Mais malgré la déception de Prince, l’album a fait sa recette dans certains marchés urbains. Owen Husney a continué à consacrer son énergie à la promotion, organisant une tournée de dédicaces qui a attiré d’importantes foules dans certaines villes. La sortie de « Soft And Wet » en tant que single en juin a également aidé. Lors d’une apparition promotionnelle à Charlotte, 3000 jeunes fans turbulents se sont présentés, créant une scène qui a immédiatement ravi et perturbé Prince. « Tout à coup, des milliers d’enfants hurlent qu’ils l’aiment, il ne comprenait pas cela », a observé Pepé Willie. Comment peuvent-ils m’aimer ? Ils ne me connaissent même pas. « Il m’a dit qu’il se sentait comme un morceau de viande en présentoir. » 
En fin de compte, For You demeure un document historique intéressant, puisqu’il est l’un des premiers grands albums de l’histoire de la pop à être composé et interprété presque entièrement par un seul homme. Alors que d’autres musiciens, comme Paul McCartney et Stevie Wonder, avaient déjà accompli l’exploit, personne ne l’avait fait à un si jeune âge. Et avec son habileté à jouer sur une variété d’instruments et ses harmonies vocales complexes, Prince se montre un musicien 
remarquable. Pour ce qui est de l’écriture de chansons, For You n’offre pas grand-chose. « In Love » et « Soft And Wet » comportent des accroches décentes, mais une grande partie de l’album est plat. Les chansons ne parviennent pas à construire l’élan, elles n’arrivent pas à toucher le public au cœur. Loin d’être un début époustouflant, For You est l’une des œuvres les moins connues du catalogue de Prince. 
Mais malgré les défauts de l’album et sa modeste performance commerciale, Warners demeure fortement investi dans la carrière de Prince. Alors que l’industrie de la musique pendant les années 1980, 1990 et au-delà deviendrait impitoyable dans sa quête pour trouver des artistes qui pourraient livrer des succès du jour au lendemain, en 1978 une vision différente a prévalue, en particulier chez Warner Bros. Le talent avait droit à un temps raisonnable pour se révéler, et les musiciens n’ont pas été relégués à l’oubli pour avoir échoué à livrer des blockbusters instantanés.

## Ventes
L'année de sa sortie, le disque passe quasiment inaperçu, accrochant au mieux la 163e place du Billboard 200, le classement hebdomadaire des 200 meilleures ventes d'albums aux États-Unis. La meilleure position est atteinte trente-huit ans plus tard, durant la semaine du 14 mai 2016, de par l'impact populaire du décès du chanteur, le 21 avril de la même année : n°138.
Au sein de la catégorie R&B de Billboard, la 21e place est la meilleure occupée, en 1978.
Il s’est vendu à seulement 150 000 exemplaires aux États-Unis, l'année de sa sortie. (Les ventes augmenteraient, les années suivantes à près d’un million dans le monde après que Prince ait connu d’autres succès.) 
Son premier extrait, Soft and Wet, a atteint la 92e place du Billboard Hot 100, le classement hebdomadaire des 100 meilleures ventes de simples aux États-Unis, ainsi que la 12e des ventes de simples en catégorie R&B.

## Personnel
- Prince : chant, guitares, basse, claviers, synthétiseurs, batterie, percussions
- Patrice Rushen : synthétiseurs.

## Liste des titres
| A1. | For You                        |                                    | 1:06 |
| A2. | In Love                        |                                    | 3:38 |
| A3. | Soft and Wet                   | Paroles coécrites avec Chris Moon. | 3:01 |
| A4. | Crazy You                      |                                    | 2:17 |
| A5. | Just as Long as We're Together |                                    | 6:24 |

| B1. | Baby               | Synthétiseurs de Patrice Rushen (non créditée),. | 3:09 |
| B2. | My Love Is Forever | Paroles coécrites avec Chris Moon (non crédité). | 4:09 |
| B3. | So Blue            |                                                  | 4:26 |
| B4. | I'm Yours          |                                                  | 5:01 |